# سیارک ۱۲۸۶۸
سیارک ۱۲۸۶۸ (به انگلیسی: 12868 Onken، نامگذاری:1998MZ7) دوازده هزار و هشتصد و شصت و هشتمین سیارک کشف شده‌است که در ۱۹ ژوئن ۱۹۹۸ کشف شد.
قدر مطلق سیارک برابر ۱۲٫۵۰ است.